# Aerangis megaphylla
Aerangis megaphylla är en orkidéart som beskrevs av Victor Samuel Summerhayes och Gottfried Wilhelm Johannes Mildbraed. 
Aerangis megaphylla ingår i släktet Aerangis och familjen orkidéer. Inga underarter finns listade i Catalogue of Life.